# Lovesick
Lovesick – brytyjski serial komediowy, emitowany od 2014 do 2018 roku.

## Fabuła
Dylan dowiaduje się, że ma chorobę weneryczną, w związku z czym musi się skontaktować ze wszystkimi swoimi byłymi dziewczynami.

## Obsada[1]
- Johnny Flynn jako Dylan
- Antonia Thomas jako Evie
- Danny Ings jako Luke
- Joshua McGuire jako Angus
- Hannah Britland jako Abigail
- Richard Thomson jako Mal
- Yasmine Akram jako Jonesy
- Klariza Clayton jako Holly
- Stephen Wight jako Jonno
- Aimee Parkes jako Helen

## Lista odcinków[1]
| Sezon | Sezon | Odcinki | Oryginalna emisja   | Oryginalna emisja |
| Sezon | Sezon | Odcinki | Premiera sezonu     | Finał sezonu      |
| ----- | ----- | ------- | ------------------- | ----------------- |
|       | 1     | 6       | 2 października 2014 | 6 listopada 2014  |
|       | 2     | 8       | 17 listopada 2016   | 17 listopada 2016 |
|       | 3     | 8       | 1 stycznia 2018     | 1 stycznia 2018   |